# Divergent – Những kẻ bất khả trị
Divergent (tiếng Việt: Những kẻ bất khả trị) là cuốn tiểu thuyết đầu tay của nữ tiểu thuyết gia người Mỹ Veronica Roth, được xuất bản tại Mỹ bởi HarperCollins Children's Books năm 2011 và tại Việt Nam vào tháng 10 năm 2013 bởi Nhà xuất bản Trẻ. Đây là cuốn sách đầu tiên nằm trong bộ truyện ba cuốn Divergent, lấy bối cảnh trong một phiên bản Chicago hậu khải huyền, và theo chân nhân vật chính là Beatrice "Tris" Prior khám phá danh tính của mình trong một xã hội phân chia công dân của mình thành năm môn phái dựa trên tính cách cá nhân và xã hội của họ nhằm mục đích loại trừ những thứ có thể gây tổn hại đến sự an toàn của người dân. Ẩn sâu trong cốt truyện đậm tính hành động là mối tình lãng mạn giữa Tris và một trong những người hướng dẫn của cô tại phái Dauntless, Four.
Tiểu thuyết này đã được so sánh với nhiều tiểu thuyết dành cho thanh thiếu niên khác như The Hunger Games và The Maze Runner bởi sự tương đồng về đề tài và đối tượng khán giả giữa chúng.
Roth sáng tác Divergent trong khi đang học viết lách sáng tạo tại Đại học Northwestern, và cuốn sách đã nhanh chóng được mua quyền xuất bản cùng với những cuốn tiếp theo trong loạt truyện (hoàn thành vào tháng 10 năm 2013). Summit Entertainment mua bản quyền truyền thông cho cuốn sách vào năm 2011 và sau đó sản xuất một bộ phim chuyển thể lấy nhan đề là Divergent, công chiếu vào ngày 21 tháng 3 năm 2014. Bộ phim này, với thành công lớn về phía công chúng, đạt mức doanh thu phòng vé lên tới 288,747,895 USD dù nhận được nhiều ý kiến trái chiều từ các nhà phê bình.

## Bối cảnh thực hiện

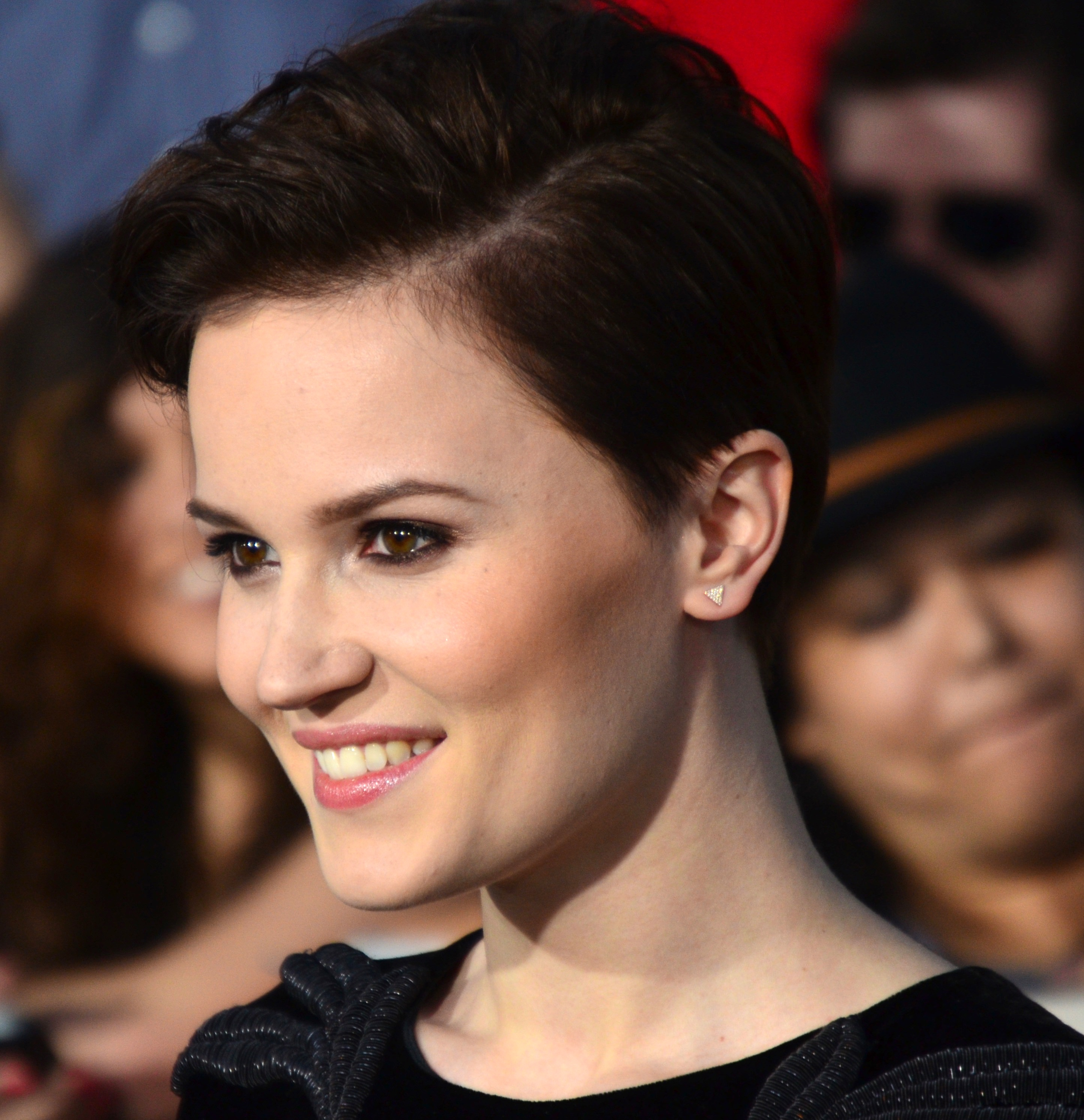
Roth (ảnh) viết bản nháp đầu tiên của Divergent trong kỳ nghỉ đông của Đại học Northwestern.

Đây là cuốn tiểu thuyết đầu tay của Veronica Roth, được xuất bản hơn một năm sau khi Roth tốt nghiệp với bằng Cử nhân từ chương trình Viết lách Sáng tạo tại Đại học Northwestern. Roth bắt đầu viết cuốn tiểu thuyết từ kỳ nghỉ đông của năm học cuối cùng và bản bản quyền điện ảnh của bộ phim trước khi cô tốt nghiệp.
Divergent lấy mối cảnh trong một thành phố Chicago thời hậu khải huyền. Roth cho biết ban đầu cô không hề có ý định lấy Chicago làm bối cảnh cho câu chuyện của mình: 
Tôi viết bản nháp và tôi cảm thấy rằng nó cần có một địa điểm cụ thể hơn, và tôi nhìn vào cái thành phố mà tôi đã miêu tả, với những con tàu luôn luôn chạy, và cái đầm lầy, và những con sông. Và tôi nhận ra nó đã là Chicago rồi, và đó cũng bởi vì đây là thành phố mà tôi đã biết và đã yêu thương từ rất lâu.

## Nội dung
Trong một Chicago thời hậu khải huyền, những người sống sót được chia thành năm môn phải dựa trên khuynh hướng tính cách của họ: Abnegation, cho sự vị tha; Amity, cho sự hòa hảo; Candor, cho sự trung thực; Dauntless, cho sự dũng cảm; và Erudite, cho sự trí thức. Mỗi năm, tất cả những thiếu niên mười sáu tuổi phải tham gia một bài kiểm tra tư cách để tìm ra môn phái phù hợp nhất với họ. Sau khi nhận được kết quả, họ có thể quyết định xem họ nên ở lại với môn phái máu mủ hay nhảy sang một môn phái mới. Những người không hoàn thành kỳ nhập môn vào môn phái mới của họ sẽ trở thành "Vô môn phái", và buộc phải sống trong cảnh nghèo đói trên những con đường ở trong thành phố.
Cô gái mười sáu tuổi Beatrice Prior được sinh ra trong một gia đình Abnegation. Cô không hề cảm thấy cô thuộc về phái Abnegation, bởi vì cô chưa từng nhìn thấy chính cô thực sự vị tha. Bài kiểm tra tư cách càng làm rõ hơn điều này, nó mập mờ cho biết tính cách của cô thuộc về ba môn phái: Abnegation, Erudite, và Dauntless. Người giám thị cảnh báo cô không bao giờ được tiết lộ ra thông tin này, bởi vì cô là một 'Divergent.' Trước Ngày Lễ Chọn, Beatrice khắc khoải không biết cô nên ở lại Abnegation với cha mẹ cô, hay là đổi sang một môn phái mới. Ngày Lễ Chọn, Beatrice quyết định rời bỏ Abnegation để vào Dauntless; anh trai cô, Caleb, lựa chọn Erudite.
Người hướng dẫn tại Dauntless, Four, giải thích rằng không phải toàn bộ những người nhập môn Dauntless đều sẽ được gia nhập môn phái: chỉ những người nằm trong top mười mới có thể ở lại; những người còn lại sẽ bị đuổi đi và trở thành vô môn phái. Điều này là không bình thường bởi vì hầu hết các môn phái đều yêu cầu mọi người phải hoàn thành kỳ nhập môn để tham gia môn phái. Trong suốt kỳ nhập môn, Beatrice đổi tên cô thành Tris và kết bạn với nhiều người nhảy phái khác — Christina, Al, và Will — nhưng cũng tạo ra nhiều hiềm khích với những người còn lại — Peter, Drew, và Molly. Cô cũng làm bạn với nhiều người nhập môn gốc Dauntless, trong đó có Uriah, Lynn, và Marlene.

## Phong cách
Nhiều người đọc cho rằng phong cách viết của cuốn tiểu thuyết tạo cho người đọc một nhịp đọc nhanh. Ví dụ, viết cho tờ The New York Times, Susan Dominus mô tả phong cách này "nhịp độ nhanh, là một chuyến bay hoang toàng của trí tưởng tượng và cách hành văn mà thỉnh thoảng vẫn làm cho người ta giật mình bằng những chi tiết đẹp". Abby Nolan, từ The American Prospect, ghi chú rằng Divergent đi theo kết cấu văn phong của cả The Hunger Games và Blood Red Road.

## Phim chuyển thể
Summit Entertainment mua bản quyền cho bộ phim chuyển thể từ cuốn tiểu thuyết vào năm 2011. Summit tuyển Neil Burger làm đạo diễn cho bộ phim. Ban đầu, Summit đưa cho bộ phim 40 triệu USD tiền kinh phí thực hiện, nhưng Lionsgate sau đó tăng mức tiền lên đến 80 triệu USD (nâng mức tổng kinh phí cuối cùng lên tới 85 triệu USD) sau thành công của The Hunger Games.
Shailene Woodley được lựa chọn để vào vai Beatrice "Tris" Prior. Vai diễn Tobias "Four" Eaton cuối cùng được Theo James đảm nhiệm sau một cuộc tìm kiếm rộng rãi. Kate Winslet ký hợp đồng cho vai diễn Jeanine Matthews. Ngoài ra nằm trong dàn diễn viên còn có Maggie Q trong vai Tori, Zoe Kravitz trong vai Christina, Ansel Elgort trong vai Caleb, Miles Teller trong vai Peter, Ashley Judd trong vai Natalie Prior, Tony Goldwyn trong vai Andrew Prior, và Jai Courtney trong vai Eric.
Công việc quay phim bắt đầu tại Chicago vào ngày 16 tháng 4 năm 2013 và kết thúc vào ngày 16 tháng 7 năm 2013, với hầu hết mọi cảnh quay được thực hiện tại Chicago. Bộ phim được công chiếu vào ngày 21 tháng 3 năm 2014, đạt doanh thu 150,947,895 USD tại Bắc Mỹ, và 137,228,004 USD tại các quốc gia khác, với tổng cộng doanh thu phòng vé trên toàn thế giới lên tới 288,175,899 USD. Hai trang web các nhà phê bình Rotten Tomatoes và Metacritic đều đưa ra cho bộ phim nhiều ý kiến trái chiều. Tuy nhiên, công ty khảo sát khán giả CinemaScore cho thấy người xem tiếp nhận bộ phim này rất tốt.